# Tadschikischer Nationalpark
Der Tadschikische Nationalpark, auch Pamir-Nationalpark, ist ein geschütztes Gebiet im Pamirgebirge im östlichen Teil von Tadschikistan. Er umfasst eine Fläche von insgesamt 26.000 km². Das Gebiet wurde 1992 durch Tadschikistan zum Nationalpark erklärt und im Jahr 2013 in die Liste der UNESCO-Weltnaturerbestätten aufgenommen.

## Geographie

Karte der Natur- und Landschaftsschutzgebiete in der Region Pamir
UTM 47N

Der Park erstreckt sich über Gegenden des West- und Ost-Pamirs und macht mit seinen rund 2,6 Millionen Hektar Fläche 11 Prozent des Nationalgebietes von Tadschikistan aus. Er ist naturräumlich heterogen und besteht aus verschiedenen Biomen wie alpinen und hochalpinen Bergregionen, Grasland, Steppe und Wüste.
Im Park befinden sich mehrere Schutzgebiete:
- Pamir-Schutzgebiet, das den See Karakul einschließt
- Zorkul-Schutzgebiet mit dem Zorkulsee-System (nach Ramsar-Liste ein wichtiges Vogelgebiet[3])
- Muskol-Schutzgebiet als Verbindung zwischen Transalaigebirge und der Muskolkette
- Sanglyar-Schutzgebiet, umfasst die Peter-I.-Kette

## Flora und Fauna

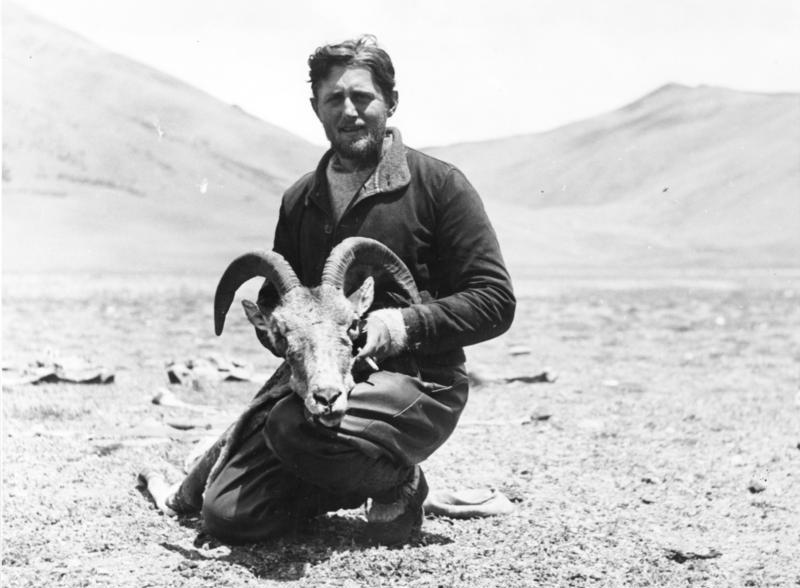
Historische Aufnahme eines Deutschen 1938 mit Argali-Schädel (Deutsche Tibet-Expedition 1938/39): Die Aufnahme entstand in Tibet – das Argali ist in den Hochlagen ganz Zentralasiens verbreitet.

Die Vegetation und das sich daraus ergebende Artenspektrum von Tieren spiegeln die unterschiedlichen Lebensräume in diesem Großschutzgebiet wider. Sowohl Pflanzen der Südwest- wie auch der Zentralasiatischen floristischen Regionen finden sich im Tadschikischen Nationalpark.
National seltene und gefährdete Wirbeltiere und Vögel leben in der Region. Zu Ersteren zählen das Argali (im Deutschen auch Riesenwildschaf) (Ovis ammon-Gruppe) und in den Bergen der Irbis (Panthera uncia) und der Asiatische Steinbock (Capra sibirica).

## Entwicklung
Das Gebiet des Parks wurde 1992 vom damals erst knapp ein Jahr alten Staat Tadschikistan zum Nationalpark erklärt.
Ein tadschikisch-schweizerisches Forschungsprojekt entwickelte ab Mitte der 1990er Jahre in einem zehnjährigen Projekt Strategien in zehn unterschiedlichen Sektoren für eine nachhaltige Entwicklung der Park-Region.
Im Jahr 2013 nahm das Welterbekomitee den Park in die Liste der UNESCO-Weltnaturerbestätten auf.

## Schutz
Der Tadschikische Nationalpark ist eines der größten Hochgebirgs-Schutzgebiete in der Paläarktis. Der Fedtschenko-Gletscher ist der größte noch existente Talgletscher in Eurasien. Das Gebiet des Tadschikischen Nationalparks gehört dem tadschikischen Staat und wurde unter den höchsten Schutzstatus des Landes gestellt.
Das Welterbekomitee hob als charakteristisch die enorme Größe des Gebietes mit einer bergig-alpinen Wüstenlandschaft, weit ab von menschlicher Besiedlung hervor. Dies führe zu einem hohen Grad an physischer Unversehrtheit. Die Kernzone des Parks macht 78 Prozent aus, ein Prozentsatz, der sonst bei kaum einem Weltnaturerbegebiet gegeben ist. Deshalb wurde auf eine Ausgleichszone verzichtet; stattdessen wurden lediglich drei Zonen der beschränkten Nutzung in der Peripherie des Parks klassifiziert.